# Netelia oharai
Netelia oharai là một loài tò vò trong họ Ichneumonidae.